# Sandnes Ulf
El Sandnes Ulf es un equipo de fútbol de la ciudad de Sandnes en Noruega. Fue fundado el 1 de junio de 1911 y juega actualmente en la Adeccoligaen.

## Uniforme
- Uniforme titular: Camiseta celeste, pantalón blanco y medias celestes.
- Uniforme alternativo: Camiseta gris, pantalón gris y medias grises.